# 1938 في فرنسا
فيما يلي قوائم الأحداث التي وقعت خلال عام 1938 في فرنسا.

## سياسة

### تعيين في المنصب
- 12 أبريل – بول رينو وزير العدل.
- 12 أبريل – جورج بونيت وزير الشؤون الخارجية  [لغات أخرى]‏.

### انتهاء فترة المنصب
- 4 يناير – فينسنت أوريول وزير العدل.
- 24 فبراير – لوسيان سان عضو مجلس الشيوخ في الجمهورية الفرنسية الثالثة.
- 1 نوفمبر – بول رينو وزير العدل.

## رياضة
- 1 يناير – سباق طواف فرنسا 1938 الفائزون Victor Cosson [الإنجليزية]‏، جينو بارتلي، Félicien Vervaecke [الإنجليزية]‏.
- 1 يناير – كأس العالم لكرة القدم 1938 الفائز منتخب إيطاليا لكرة القدم.
- 17 أبريل – سباق باريس روبيه 1938 الفائزون Lucien Storme [الإنجليزية]‏، Marcel Van Houtte  [لغات أخرى]‏، Louis Hardiquest [الإنجليزية]‏.

## ظهور
- 1 يناير – الغثيان رواية من تأليف جان بول سارتر.

## كتب
من الكتب التي صدرت هذه السنة في فرنسا:
- 1 يناير – الغثيان من تأليف جان بول سارتر.

## مواليد

### يناير
- 13 يناير – جان كابو
- 22 يناير – جان تايلاندير لاعب كرة قدم فرنسي.

### فبراير
- 14 فبراير – جان فرانسوا آدم ممثل فرنسي.
- 20 فبراير – أندري تشوردا لاعب كرة قدم فرنسي.
- 21 فبراير – فرانسوا هويت لاعب كرة قدم فرنسي.

### مارس
- 2 يوليو – مارسيل أرتيليزا لاعب كرة قدم فرنسي.
- 7 مارس – ألبرت فير فيزيائي فرنسي.

### أبريل
- 30 أبريل – جان بيار لورو ممثل فرنسي.

### مايو
- 8 مايو – جان جيرو فنان قصص مصورة فرنسي.
- 15 مايو – ميريل دارك
- 16 مايو – روبرت فريجيريو لاعب كرة قدم سويسري.

### يونيو
- 26 يونيو – أندريه مينو لاعب كرة قدم فرنسي.

### يوليو
- 2 يوليو – مارسيل أرتيليزا لاعب كرة قدم فرنسي.

### أغسطس
- 20 أغسطس – جان كريتيان لوب رائد فضاء أمريكي.

### أكتوبر
- 18 أكتوبر – غاي رو لاعب كرة قدم.
- 19 أكتوبر – دانييل بلوخ مهندس فرنسي.
- 28 أكتوبر – برناديت لافون ممثلة فرنسية.

### نوفمبر
- 9 نوفمبر – كلود دوراند
- 30 نوفمبر – جان اوستاش

### ديسمبر
- 19 ديسمبر – جون-لوي فورنييه روائي فرنسي.

## وفيات

### يناير
- 21 يناير – جورج ميلييس (مواليد 1861)

### فبراير
- 24 فبراير – لوسيان سان (مواليد 1867) سياسي فرنسي.

### مارس
- 10 مارس – ماري جوزيف لاغرانج (مواليد 1855)

### أبريل
- 2 أبريل – ريمون سابورو (مواليد 1864)

### يوليو
- 4 يوليو – سوزان لنجلن (مواليد 1899) لاعبة كرة مضرب فرنسية.
- 18 يوليو – كونت أيمار دي لا بوم (مواليد 1860) عالم فلك فرنسي.

### نوفمبر
- 15 نوفمبر – أندريه بلونديل (مواليد 1863) فيزيائي فرنسي.

### ديسمبر
- 12 ديسمبر – ألبرت كاريه (مواليد 1852)